# DDR-Bahn-Radmeisterschaften 1982
Die DDR-Meisterschaften im Bahnradsport wurden 1982 zum 34. Mal ausgetragen und fanden vom 1. bis 3. Juli auf der Leipziger Alfred-Rosch-Kampfbahn statt.
Bei den Männern verteidigten der Erfurter Detlef Macha im Punktefahren und der Steher Günter Gottlieb ihre Titel aus dem Vorjahr erfolgreich. Lutz Heßlich sprintete zum vierten Titel, der Zeitfahrer Emanuel Raasch und das Quartett des SC Karl-Marx-Stadt errangen ihren dritten Meistertitel. Alle anderen Sieger kamen zu ihren ersten Meisterschaftsehren.
Bei den Frauen schaffte Christa Rothenburger im Sprint und im 500-m-Zeitfahren einen Titel-Hattrick.
Der Titel im Zweier-Mannschaftsfahren wurde schon am 29. Mai auf der Geraer Herbert-Liebs-Kampfbahn ermittelt.
Die DDR-Winterbahnmeisterschaften wurden 1982 zum 7. Mal ausgetragen und fanden vom 15. bis 16. Januar traditionell in der Werner-Seelenbinder-Halle von Ost-Berlin statt.
Bei den Meisterschaften konnte nur der Cottbuser Sprinter Lutz Heßlich seinen Titel aus dem Vorjahr verteidigen.

## Männer

### Sprint
Datum: 3. Juli
Zum dritten Male seit 1979 gab es bei DDR-Meisterschaften der Bahnradsportler im Sprint das Finale Lutz Heßlich gegen Michael Hübner. Und zum dritten Male setzte sich der Cottbuser Heßlich durch und verwies den Titelverteidiger aus Karl-Marx-Stadt auf den zweiten Platz. Für Heßlich der im Vorjahr wegen einer Zahnoperation fehlte, war es der vierte Titel seit 1978. Im Kampf um Platz drei setzte sich der Berliner Ralf-Guido Kuschy in drei Läufen gegen den WM-Dritten Detlef Uibel durch.
| Pl. | Fahrer             | Verein             |
| --- | ------------------ | ------------------ |
| 1   | Lutz Heßlich       | SC Cottbus         |
| 2   | Michael Hübner     | SC Karl-Marx-Stadt |
| 3   | Ralf-Guido Kuschy  | TSC Berlin         |
| 4   | Detlef Uibel       | SC Cottbus         |
| 5   | Emanuel Raasch     | SC Dynamo Berlin   |
| 6   | Christian Drescher | TSC Berlin         |
| 7   | Michael Kalisch    | SC Cottbus         |
| 8   | Olaf Arndt         | TSC Berlin         |

|  | Halbfinale          | Halbfinale     |                   |   | Finale | Finale |
|  |                     |                |                   |   |        |        |
|  | Lutz Heßlich        | 2              |                   |   |        |        |
|  | Ralf-Guido Kuschy   | 0              |                   |   |        |        |
|  |                     |                |                   |   |        |        |
|  |                     |                |                   |   |        |        |
|  | Lutz Heßlich        | 2              |                   |   |        |        |
|  |                     | Michael Hübner | 0                 |   |        |        |
|  |                     |                |                   |   |        |        |
|  | Spiel um Platz drei |                |                   |   |        |        |
|  |                     |                | Ralf-Guido Kuschy | 2 |        |        |
|  | Michael Hübner      | 2              | Detlef Uibel      | 1 |        |        |
|  | Detlef Uibel        |                |                   |   |        |        |

### 1000-m-Zeitfahren
Datum: 1. Juli
Der Berliner Emanuel Raasch (der sich erst eine Woche vor der Meisterschaft für einen Start im Zeitfahren entschieden hatte) sicherte sich nach 1975 und 1976 seinen dritten Meistertitel. Er verwies den amtierenden Weltmeister Lothar Thoms und Peter Grünke auf die Plätze. Titelverteidiger Maic Malchow kam nach erst überstandener langer Krankheit auf einen respektablen fünften Rang.
| Pl. | Fahrer         | Verein           | Zeit (min) |
| --- | -------------- | ---------------- | ---------- |
| 1   | Emanuel Raasch | SC Dynamo Berlin | 1:06,74    |
| 2   | Lothar Thoms   | SC Cottbus       | 1:06,82    |
| 3   | Peter Grünke   | TSC Berlin       | 1:06,84    |
| 4   | Rainer Hönisch | SC Dynamo Berlin | 1:07,07    |
| 5   | Maic Malchow   | SC DHfK Leipzig  | 1:07,62    |
| 6   | Schmidt        | SC DHfK Leipzig  | 1:08,45    |

### 4000-m-Einerverfolgung
Datum: 2. Juli
In der Einerverfolgung gingen 28 Fahrer an den Start. Nach der Vizemeisterschaft im Vorjahr, gewann der 21-jährige Berliner Bernd Dittert seinen ersten Titel vor dem Karl-Marx-Städter Harald Wolf. Dabei verbesserte Dittert im Finale den Bahnrekord von Wolf aus dem Jahre 1980. Der amtierenden Weltmeister Detlef Macha scheiterte im Viertelfinale am späteren Dritten dem Geraer Gerald Mortag.
| Pl. | Fahrer        | Verein             | Zeit (min)        |
| --- | ------------- | ------------------ | ----------------- |
| 1   | Bernd Dittert | SC Dynamo Berlin   | 4:44,34 ↔ 4:44,57 |
| 2   | Harald Wolf   | SC Karl-Marx-Stadt | 4:44,34 ↔ 4:44,57 |
| 3   | Gerald Mortag | SG Wismut Gera     | 4:48,59 ↔ 4:48,89 |
| 4   | Mario Hernig  | SC Karl-Marx-Stadt | 4:48,59 ↔ 4:48,89 |

|  | Viertelfinale    | Viertelfinale |               |               | Halbfinale       | Halbfinale |  |  | Finale | Finale |
|  |                  |               |               |               |                  |            |  |  |        |        |
|  |                  |               |               |               |                  |            |  |  |        |        |
|  | Mario Hernig     | 4:49,54       |               |               |                  |            |  |  |        |        |
|  | Mario Hernig     | 4:49,54       |               |               |                  |            |  |  |        |        |
|  | Volker Winkler   | 4:50,37       |               |               |                  |            |  |  |        |        |
|  | Volker Winkler   | 4:50,37       | Mario Hernig  | 4:55,04       |                  |            |  |  |        |        |
|  |                  |               | Mario Hernig  | 4:55,04       |                  |            |  |  |        |        |
|  |                  | Bernd Dittert | 4:50,82       |               |                  |            |  |  |        |        |
|  | Bernd Dittert    | Bernd Dittert | 4:50,82       | 4:49,70       |                  |            |  |  |        |        |
|  | Bernd Dittert    |               |               | 4:49,70       |                  |            |  |  |        |        |
|  | Wolfgang Lötzsch | 4:49,90       |               |               |                  |            |  |  |        |        |
|  |                  |               | Bernd Dittert | 4:44,34       |                  |            |  |  |        |        |
|  |                  |               |               | Harald Wolf   | 4:44,57          |            |  |  |        |        |
|  | Harald Wolf      | 4:48,23       |               |               |                  |            |  |  |        |        |
|  | Gerald Buder     | 4:53,23       |               |               |                  |            |  |  |        |        |
|  | Gerald Buder     | 4:53,23       | Harald Wolf   | 4:51,88       |                  |            |  |  |        |        |
|  |                  |               | Harald Wolf   | 4:51,88       | Spiel um Platz 3 |            |  |  |        |        |
|  |                  | Gerald Mortag | 5:01,94       |               |                  |            |  |  |        |        |
|  | Gerald Mortag    | Gerald Mortag | 5:01,94       | 4:54,17       | Mario Hernig     | 4:48,89    |  |  |        |        |
|  | Gerald Mortag    |               |               | 4:54,17       | Mario Hernig     | 4:48,89    |  |  |        |        |
|  | Detlef Macha     | 4:54,20       |               | Gerald Mortag | 4:48,59          |            |  |  |        |        |
|  | Detlef Macha     | 4:54,20       |               |               | 4:48,59          |            |  |  |        |        |
|  |                  |               |               |               |                  |            |  |  |        |        |

### 4000-m-Mannschaftsverfolgung
In dem aus nur drei Mannschaften bestehenden Starterfeld, verwies der SC Karl-Marx-Stadt im Finale den Titelverteidiger SC Dynamo Berlin auf den zweiten Platz.
| Pl. | Verein                    | Fahrer                                                         | Zeit (min)        |
| --- | ------------------------- | -------------------------------------------------------------- | ----------------- |
| 1   | SC Karl-Marx-Stadt        | Mario Hernig, Jörg Stein, Steffen Stier, Harald Wolf           | 4:28,42 ↔ 4:29,03 |
| 2   | SC Dynamo Berlin          | Bernd Dittert, Guntram Buder, Gerald Buder, Frank Siggelkow    | 4:28,42 ↔ 4:29,03 |
| 3   | ASK Vorwärts Frankfurt/O. | Hans-Joachim Pohl, Ekkehard Ramm, Thomas Schnelle, Fred Müller |                   |

### 50-km-Punktefahren
Der Erfurter Detlef Macha verteidigte seinen Titel aus dem Vorjahr erfolgreich und verwies die Frankfurter Hans-Joachim Pohl und Thomas Schnelle auf die Plätze. Weltmeister Lutz Haueisen musste mit dem vierten Platz vorliebnehmen.
| Pl. | Fahrer              | Verein                           | Punkte              |
| --- | ------------------- | -------------------------------- | ------------------- |
| 1   | Detlef Macha        | SC Turbine Erfurt                | 57                  |
| 2   | Hans-Joachim Pohl   | ASK Vorwärts Frankfurt/O.        | 52                  |
| 3   | Thomas Schnelle     | ASK Vorwärts Frankfurt/O.        | 42                  |
| 4   | Lutz Haueisen       | SG Wismut Gera                   | 26                  |
| 5   | Jens Wittek         | SC DHfK Leipzig                  | 24 / 1 Runde zurück |
| 6   | Hans-Joachim Meisch | SC Turbine Erfurt                | 16 / 1 Runde zurück |
| 7   | Wolfgang Lötzsch    | BSG Motor Ascota Karl-Marx-Stadt | 14 / 1 Runde zurück |
| 8   | Steffen Stier       | SC Karl-Marx-Stadt               | 11 / 1 Runde zurück |

### 50-km-Steherrennen
Im Steherrennen sicherte sich Günter Gottlieb seine vierte Meisterschaft in Folge. Vor dem Finale wurden zwei Vorläufe über je 40 Kilometer gefahren, die Günter Gottlieb und Jens Kunath gewonnen wurden.
| Pl. | Fahrer                               | Verein                                          | Zeit (min)    |
| --- | ------------------------------------ | ----------------------------------------------- | ------------- |
| 1   | Günter Gottlieb hinter Gerhard Rüger | BSG Lokomotive Halle SG Dynamo Leipzig          | 44:15,2       |
| 2   | Ronald Hempel hinter Carl Riedel     | BSG Aufbau Centrum Leipzig BSG Motor Holzhausen | 0805 m zurück |
| 3   | Jens Kunath hinter Günter Hillert    | BSG Robotron Optima Erfurt BSG Chemie Böhlen    | 1160 m zurück |

### 60-km-Zweier-Mannschaftsfahren
Datum: 29. Mai
Den ersten Titel des Jahres sicherten sich die Frankfurter Hans-Joachim Pohl und Thomas Schnelle auf der Geraer Herbert-Liebs-Kampfbahn.
| Pl. | Fahrer                              | Verein                    | Punkte              |
| --- | ----------------------------------- | ------------------------- | ------------------- |
| 1   | Hans-Joachim Pohl / Thomas Schnelle | ASK Vorwärts Frankfurt/O. | 15                  |
| 2   | Gerald Buder / Bernd Dittert        | SC Dynamo Berlin          | 46 / 1 Runde zurück |
| 3   | Mario Hernig / Steffen Stier        | SC Karl-Marx-Stadt        | 42 / 1 Runde zurück |
| 4   | Volker Winkler / Michael Münnich    | SC Cottbus                | 36 / 1 Runde zurück |
| 5   | Axel Grosser / Jens Wittek          | SC DHfK Leipzig           | 33 / 1 Runde zurück |
| 6   | Lutz Haueisen / Jens Gollhardt      | SG Wismut Gera            | 30 / 1 Runde zurück |

## Frauen

### Sprint
Die Dresdnerin Christa Rothenburger machte den Titel-Hattrick im Sprint perfekt. Im Finale besiegte sie die Vorjahresdritte Petra Richter klar in zwei Läufen.
| Pl. | Fahrerin             | Verein                  |
| --- | -------------------- | ----------------------- |
| 1   | Christa Rothenburger | SC Einheit Dresden      |
| 2   | Petra Richter        | SC Karl-Marx-Stadt      |
| 3   | Ulrike Frank         | SC Einheit Dresden      |
| 4   | Heidi Klawitter      | BSG Einheit Radebeul    |
| 5   | Andrea Fischer       | BSG Einheit Radebeul    |
| 6   | Silke Bauerdorf      | SG Dynamo Bischofswerda |

### 500-m-Zeitfahren
Auch im 500-m-Zeitfahren schaffte Christa Rothenburger den Titel-Hattrick.
| Pl. | Fahrerin             | Verein                  | Zeit (s) |
| --- | -------------------- | ----------------------- | -------- |
| 1   | Christa Rothenburger | SC Einheit Dresden      | 38,60    |
| 2   | Heidi Klawitter      | BSG Einheit Radebeul    | 40,79    |
| 3   | Petra Richter        | SC Karl-Marx-Stadt      | 40,82    |
| 4   | Ulrike Frank         | SC Einheit Dresden      | 41,06    |
| 5   | Silke Bauerdorf      | SG Dynamo Bischofswerda | 42,68    |
| 6   | Sabine Zierold       | BSG Einheit Radebeul    | 42,79    |
| 7   | Andrea Fischer       | BSG Einheit Radebeul    | 43,56    |

### 3000-m-Einerverfolgung
Heidi Klawitter aus Radebeul gewann ihren vierten Meistertitel in der 3000-m-Einerverfolgung seit 1978.
| Pl. | Fahrerin         | Verein                  | Zeit (min)            |
| --- | ---------------- | ----------------------- | --------------------- |
| 1   | Heidi Klawitter  | BSG Einheit Radebeul    | 4:28,51 ↔ 4:37,94     |
| 2   | Sabine Zierold   | BSG Einheit Radebeul    | 4:28,51 ↔ 4:37,94     |
| 3   | Siegrun Kießling | HSG DHfK Leipzig        | kampflos für Kießling |
| 4   | Silke Bauerdorf  | SG Dynamo Bischofswerda | kampflos für Kießling |

## Winterbahnmeisterschaften
Die DDR-Winterbahnmeisterschaften wurden 1982 zum 7. Mal ausgetragen und fanden vom 15. bis 16. Januar traditionell in der Werner-Seelenbinder-Halle von Ost-Berlin statt.
Bei den Meisterschaften konnte nur der Cottbuser Sprinter Lutz Heßlich seinen Titel aus dem Vorjahr verteidigen.

## Zeitplan
| Zeitplan                  | Zeitplan |
| Datum                     | Wettbewerbe |
| ------------------------- | --- |
| Freitag 15. Januar 1982   | 4000-m-Einerverfolgung – Qualifikation (Vormittag) 1000-m-Zeitfahren 4000-m-Einerverfolgung – Finalläufe 200 Runden Punktefahren dazwischen Sprint – Vorläufe               |
| Sonnabend 16. Januar 1982 | 4000-m-Mannschaftsverfolgung – Qualifikation (Vormittag) Sprint – Viertelfinale 4000-m-Mannschaftsverfolgung Sprint – Halbfinale 300 Runden Zweier-Mannschaftsfahren Sprint |

## Ergebnisse

### Sprint
Der Cottbuser Lutz Heßlich sicherte sich seinen fünften Titel im Sprint bei den Winterbahnmeisterschaften in Folge. Im Finale setzte er sich diesmal mit zwei Siegen gegen den Berliner Christian Drescher durch.
| Pl. | Fahrer                | Verein             |
| --- | --------------------- | ------------------ |
| 1   | Lutz Heßlich          | SC Cottbus         |
| 2   | Christian Drescher    | TSC Berlin         |
| 3   | Michael Hübner        | SC Karl-Marx-Stadt |
| 4   | Bodo Kriegs           | SC Dynamo Berlin   |
| 5   | Hans-Peter Lengenfeld | SC Turbine Erfurt  |
| 6   | Michael Kalisch       | SC Cottbus         |
| 7   | Ralf Dekuy            | TSC Berlin         |
| 8   | Olaf Arndt            | TSC Berlin         |

|  | Halbfinale          | Halbfinale         |                |   | Finale | Finale |
|  |                     |                    |                |   |        |        |
|  | Lutz Heßlich        | 2                  |                |   |        |        |
|  | Bodo Kriegs         | 0                  |                |   |        |        |
|  |                     |                    |                |   |        |        |
|  |                     |                    |                |   |        |        |
|  | Lutz Heßlich        | 2                  |                |   |        |        |
|  |                     | Christian Drescher | 0              |   |        |        |
|  |                     |                    |                |   |        |        |
|  | Spiel um Platz drei |                    |                |   |        |        |
|  |                     |                    | Michael Hübner | 2 |        |        |
|  | Christian Drescher  | 2                  | Bodo Kriegs    | 0 |        |        |
|  | Michael Hübner      | 1                  |                |   |        |        |

### 1000-m-Zeitfahren
Der 19-jährige Leipziger Maic Malchow (Zeitfahrweltrekordler) sicherte sich auf der Winterbahn seinen ersten Meistertitel vor Titelverteidiger Lothar Thoms.
| Pl. | Fahrer         | Verein             | Zeit (min) |
| --- | -------------- | ------------------ | ---------- |
| 1   | Maic Malchow   | SC DHfK Leipzig    | 1:07,75    |
| 2   | Lothar Thoms   | SC Cottbus         | 1:08,08    |
| 3   | Peter Grünke   | TSC Berlin         | 1:08,20    |
| 4   | Rainer Hönisch | SC Dynamo Berlin   | 1:09,07    |
| 5   | Schmidt        | SC DHfK Leipzig    | 1:10,12    |
| 6   | Rudolph        | SC Karl-Marx-Stadt | 1:11,01    |

### 4000-m-Einerverfolgung
In der Qualifikation, die 25 Starter bestritten, qualifizierten sich die Besten sechs für die Finals. Dort sicherte sich der Berliner Frank Kühn seinen ersten Titel in der Einerverfolgung, in dem er den Weltmeister in der Straßen-Vierermahnschaft, Mario Kummer nach der 14. von 23 möglichen Runden einholte. Titelverteidiger Volker Winkler kam auf den achten Platz ein.
| Pl. | Fahrer         | Verein            | Zeit (min)             |
| --- | -------------- | ----------------- | ---------------------- |
| 1   | Frank Kühn     | TSC Berlin        | Kummer wurde eingeholt |
| 2   | Mario Kummer   | SC Turbine Erfurt | Kummer wurde eingeholt |
| 3   | Bernd Dittert  | SC Dynamo Berlin  | 4:53,59 ↔ 4:55,77      |
| 4   | Michael Köller | TSC Berlin        | 4:53,59 ↔ 4:55,77      |
| 5   | Olaf Ludwig    | SG Wismut Gera    | 4:53,44 ↔ 4:54,20      |
| 6   | Gerald Buder   | SC Dynamo Berlin  | 4:53,44 ↔ 4:54,20      |

| Rang | Fahrer              | Verein                    | Zeit     |
| ---- | ------------------- | ------------------------- | -------- |
| 01   | Frank Kühn          | TSC Berlin                | 4:52,090 |
| 02   | Mario Kummer        | SC Turbine Erfurt         | 4:52,620 |
| 03   | Bernd Dittert       | SC Dynamo Berlin          | 4:53,380 |
| 04   | Michael Köller      | TSC Berlin                | 4:54,460 |
| 05   | Olaf Ludwig         | SG Wismut Gera            | 4:54,550 |
| 06   | Gerald Buder        | SC Dynamo Berlin          | 4:54,758 |
| 07   | Gerald Mortag       | SG Wismut Gera            | 4:54,759 |
| 08   | Volker Winkler      | SC Cottbus                | 4:56,220 |
| 09   | Uwe Raab            | SC DHfK Leipzig           | 4:57,390 |
| 10   | Hans-Joachim Pohl   | ASK Vorwärts Frankfurt/O. | 4:58,320 |
| 11   | Detlef Macha        | SC Turbine Erfurt         | 4:58,521 |
| 12   | Thomas Schnelle     | ASK Vorwärts Frankfurt/O. | 4:58,527 |
| 13   | Detlef Ernst        | SC Cottbus                | 4:59,630 |
| 14   | Hans-Joachim Meisch | SC Turbine Erfurt         | 4:59,680 |
| 15   | Olaf Jentzsch       | SC Cottbus                | 4:59,740 |
| 16   | Harald Wolf         | SC Karl-Marx-Stadt        | 4:59,810 |
| 17   | Lutz Haueisen       | SG Wismut Gera            | 4:59,860 |
| ...  | ...                 | ...                       | ...      |

 Qualifikant Finale 1./2. Platz
  Qualifikant Finale 3./4. Platz
  Qualifikant Finale 5./6. Platz

### 4000-m-Mannschaftsverfolgung
Zwölf Mannschaften bestritten die Qualifikation, in der sich die Besten sechs für die Finals qualifizierten. Dort entthronte die SG Wismut Gera Titelverteidiger SC Dynamo Berlin und stellte mit 4:36,13 min einen neuen Bahnrekord für Klubmannschaften auf.
| Pl. | Verein                    | Fahrer                                                          | Zeit (min)        |
| --- | ------------------------- | --------------------------------------------------------------- | ----------------- |
| 1   | SG Wismut Gera            | Lutz Haueisen, Gerald Mortag, Olaf Ludwig, Jörg Köhler          | 4:36,13 ↔ 4:38,84 |
| 2   | SC Dynamo Berlin          | Bernd Dittert, Ottmar Trittel, Frank Siggelkow, Gerald Buder    | 4:36,13 ↔ 4:38,84 |
| 3   | ASK Vorwärts Frankfurt/O. | Hans-Joachim Pohl, Dan Radtke, Ekkehard Ramm, Thomas Schnelle   | 4:39,30 ↔ 4:39,54 |
| 4   | SC Karl-Marx-Stadt        | Steffen Stier, Jörg Stein, Harald Wolf, Steven Planitzer        | 4:39,30 ↔ 4:39,54 |
| 5   | SC DHfK Leipzig           | Andreas Petermann, Axel Grosser, Uwe Raab, Jens Wittek          | 4:40,14 ↔ 4:43,49 |
| 6   | SC Turbine Erfurt         | Mathias Kittel, Mario Kummer, Detlef Macha, Hans-Joachim Meisch | 4:40,14 ↔ 4:43,49 |

### 200 Runden Punktefahren
Der Karl-Marx-Stadter Steffen Stier sicherte sich seinen ersten Titel im Punktefahren bei Winterbahnmeisterschaften, in dem er 14 Runden vor Schluss den entscheidenden Rundengewinn schaffte.
| Pl. | Fahrer            | Verein                    | Punkte                |
| --- | ----------------- | ------------------------- | --------------------- |
| 1   | Steffen Stier     | SC Karl-Marx-Stadt        | 25                    |
| 2   | Hans-Joachim Pohl | ASK Vorwärts Frankfurt/O. | 44 / 1 Runde zurück   |
| 3   | Detlef Macha      | SC Turbine Erfurt         | 25 / 1 Runde zurück   |
| 4   | Lutz Haueisen     | SG Wismut Gera            | 13 / 1 Runde zurück   |
| 5   | Dieter Stein      | TSC Berlin                | 029 / 2 Runden zurück |
| 6   | Volker Winkler    | SC Cottbus                | 027 / 2 Runden zurück |

### 300 Runden Zweier-Mannschaftsfahren
Die Leipziger Axel Grosser und Uwe Raab sicherten sich ihren ersten Meistertitel im Zweier-Mannschaftsfahren.
| Pl. | Fahrer                            | Verein                    | Punkte                |
| --- | --------------------------------- | ------------------------- | --------------------- |
| 1   | Axel Grosser / Uwe Raab           | SC DHfK Leipzig           | 18                    |
| 2   | Dieter Stein / Frank Kühn         | TSC Berlin                | 22 / 1 Runde zurück   |
| 3   | Jörg Köhler / Olaf Ludwig         | SG Wismut Gera            | 21 / 1 Runde zurück   |
| 4   | Volker Winkler / Olaf Jentzsch    | SC Cottbus                | 07 / 1 Runde zurück   |
| 5   | Thomas Schnelle / Roland Schiewek | ASK Vorwärts Frankfurt/O. | 04 / 1 Runde zurück   |
| 6   | Holger Müller / Peter Scheibner   | SC Karl-Marx-Stadt        | 016 / 2 Runden zurück |